# Sceptonia concolor
Sceptonia concolor är en tvåvingeart som beskrevs av Johannes Winnertz 1863. Sceptonia concolor ingår i släktet Sceptonia, och familjen svampmyggor. Arten är reproducerande i Sverige.